# Мелешевич Андрій Анатолійович
Андрі́й Анато́лійович Мелеше́вич (24 жовтня 1962, м. Київ — 23 квітня 2021, м. Київ) — український вчений, президент Національного університету «Києво-Могилянська академія» (2014—2019), декан факультету правничих наук НаУКМА (2005—2014).

## Освіта
В 1984 отримав диплом з відзнакою спеціаліста на юридичному факультеті Київського державного університету імені Т. Г. Шевченка.
Ступінь магістра отримав у Школі громадянства та суспільних справ ім. Д. Максвелла Сіракузького університету у 1992 році.
У 1998 році отримав ступінь доктора філософії (Ph.D.) з політичних наук у Школі громадянства та публічної політики ім. Максвелла, Сіракузького університету (США). В тому ж році отримав сертифікат того ж університету з методики та педагогіки викладання в університеті.

## Професійна діяльність
- 1984—1989 — стажер, помічник прокурора, старший помічник прокурора Ленінградського району м. Києва, прокурор, старший прокурор слідчого управління прокуратури м. Києва.
- 1989—1991 — Асистент, кафедра кримінального права та процесу, юридичний факультет, Київський державний університет.
- 1990—1998 — Інструктор, помічник професора, асистент, Департамент політичних наук, Сіракузький університет, США.
- 1998—2005 — Доцент, з 2002 року — Департамент політичних наук, Allegheny College, США.
- 2005—2014 — Декан факультету правничих наук, Національний університет «Києво-Могилянська академія».
- 2005—2021 — Професор кафедри державно-правових наук Факультету правничих наук, Національний університет «Києво-Могилянська Академія».
- весна 2008 — гостьовий професор, Департамент політичних наук, Школа громадянства та суспільних справ ім. Д. Максвелла, Сіракузький університет (США)
- липень 2008 — гостьовий професор, семінар «Правові аспекти європейської політики сусідства та Україна», факультет права Гейдельберзького університету (Німеччина)
- Березень–квітень 2010 — в.о. Першого віце–президента Національного університету «Києво–Могилянська академія»
- вересень — грудень 2010 — гостьовий дослідник, Стенфордський університет (США)
- листопад 2011 — гостьовий професор, семінар «Німеччина–Європа–Україна: гарантування демократичних процесів та форм організації», Інститут німецького та міжнародного партійного права і дослідження партій, Дюссельдорфський університет (Німеччина)
- 2011— 2021  р.— Професор Центру якості з Європейських студій ім. Жана Моне (Європейська Комісія), Національний університет «Києво-Могилянська Академія».
- Вересень — жовтень 2013 — гостьовий дослідник Гейдельберзького університету та Інституту порівняльного суспільного права та міжнародного права імені Макса Планка (Німеччина)
- 2014 — 2019 — президент Національного університету «Києво–Могилянська академія»
- листопад–грудень 2015 — гостьовий дослідник Гайдельберзького університету та Інституту порівняльного суспільного права та міжнародного права імені Макса Планка (Німеччина)
- березень 2017 — гостьовий професор Університету Гронінгена (Голландія)
- листопад 2018 — гостьовий професор Університету Гельсінкі (Фінляндія)
- 2016 — 2021 р. — член Комітету з державних премій у галузі освіти.

### Києво-Могилянська академія
У 2005 році Андрій Мелешевич залишає Штати і повертається до Києва, того ж року очолює Факультет правничих наук Національного університету «Києво-Могилянська академія».
Був прихильником і практикував політику відкритих дверей, коли кожен міг прийти в його кабінет в будь-який час, без попереднього запису; цю традицію уподобав за час свого викладання в Сполучених Штатах Америки.
У спогадах у Книзі пам'яті, студенти наголошують, що саме за деканства Мелешевича Факультет правничих наук піднявся до того рівня, на якому перебуває зараз[коли?]. За словами однієї з випускниць, Андрій Мелешевич сприяв розвитку напрямку змагань навчальних судових дебатів з міжнародного права і арбітражу, зокрема участі студентів факультету у таких змаганнях на українському і міжнародному рівнях, пошуку фінансування, заснування спеціального курсу для студентів, які цікавилися international moot courts, а також розвитку правничої клініки, наукових журналів.
За період деканства взяв участь у розробці нового Закону України «Про вищу освіту».

#### Критика Дмитра Табачника
За часів перебування Дмитра Табачника на посаді Міністра освіта та науки України виступав з активною критикою його політики, зокрема щодо скорочення обсягів держзамовлення для найкращих вишів України від якої постраждали Києво-Могилянська академія та Львівський національний університет.
У 2011 році разом із викладачами НаУКМА Володимиром Моренцем, Володимиром Панченком, Сергієм Квітом та В'ячеславом Брюховецьким став автором книги «Час „дешевого клоуна“. Українська освіта: випробування горе-реформами».

#### Боротьба за дотримання академічної доброчесності
Для студентів курси Андрія Мелешевича завжди були тестом не тільки на знання предмету, але і на принциповість, чесність і відданість ідеям доброчесності в освіті. Андрій Мелешевич боровся з проявами хабарництва в освіті, протестував проти толерування плагіату та шукав способи зробити діяльність українських університетів максимально прозорою та доступною[оригінальне дослідження?].
Серед статей Закону України «Про вищу освіту», які готував Андрій Мелешевич, були, зокрема, і статті щодо академічної доброчесності.
Позиція Андрія Мелешевича щодо неприпустимості плагіату в академічних роботах спричинила подання позову до суду матір'ю студентки, відрахованої з Києво-Могилянської академії за порушення вимог академічної доброчесності.

### Президент Києво-Могилянської академії
У 2014 році балотувався на посаду президента університету, на яких переміг, отримав 65,9 % голосів виборців.
Серед змін та досягнень університету за період президентства Андрія Мелешевича були відкриття нових спеціальностей та спеціалізацій (психологія, менеджмент, філологія: англійська мова та українська мова), створення кафедри психології та педагогіки, кафедри зв'язків із громадськістю, а також відділу стратегічного розвитку, кількох науково-навчальних центрів, серед яких Міждисциплінарний науковоосвітній центр протидії корупції в Україні та Центр психологічного здоров'я та психосоціального супроводу. У 2015 році ухвалено Стратегічний план розвитку НаУКМА на 2015—2025 роки, вдосконалено систему контролю якості навчання, розроблено заходи для активізації наукових досліджень в університеті[ангажоване джерело]. У 2018 році була створена Києво-Могилянська школа врядування.
У рейтингу прозорості українських вищих навчальних закладів за 2016 рік, Києво-Могилянська академія посіла перше місце[ангажоване джерело]. У 2017 р. НаУКМА увійшов до трійки лідерів рейтингу ВНЗ «Топ-50 вишів України за оцінками працедавців» від журналу «Фокус». Цього року журнал досліджував шанси випускників різних вишів потрапити на роботу до престижної компанії. Києво-Могилянська академія також очолила рейтинг «Вибір випускників 2016 року: кількість та якість»[ангажоване джерело].
Нагороди Web of Science та Scopus Awards Ukraine були вручені НаУКМА протягом трьох років поспіль (2017—2019)[ангажоване джерело].
Також за його підтримки розпочалася реставрація Староакадемічного корпусу.

### Вшанування пам'яті
26 квітня НаУКМА оголосила про створення Віртуальної книги пам'яті, де закликала залишати свої спогади та історії про Андрія Мелешевича.
24 червня 2021 року на засіданні Вченої ради НаУКМА Києво-Могилянській школі врядування було присвоєно ім'я Андрія Мелешевича.
30 серпня 2021 року Асоціація випускників НаУКМА оголосила про створення стипендії імені Андрія Мелешевича для студентів спеціальностей 052 Політологія («Антикорупційні студії»), 081 Право та 281 Публічне управління та адміністрування.

## Наукова та викладацька діяльність
Наукові та викладацькі інтереси стосувались порівняльного конституційного права, конституційних судів та конституційного контролю у порівняльній перспективі, порівняльних політичних інститутів, міжнародного захисту прав людини, політичних наслідків конституційного законодавства, виборчого права, політичних партій та виборів, питання переходу до демократії та демократичної консолідації, судів та правоохоронних органів в країнах перехідного періоду, філософії демократичного управління, політики СРСР та пост-радянської політики, політичного насилля та тероризму.
У період з 1996 по 2019 рік здійснив понад 65 наукових презентацій в Україні та закордоном, в тому числі у Сполучених Штатах Америки, Німеччині, Великій Британії, Швейцарії, Бельгії, Фінляндії, Польщі, Угорщині.

### Членство у редколегіях[1]
- Головний редактор, журнал «Kyiv-Mohyla Law and Politics Journal»
- Член редколегії, журнал «Українське право»
- Член редколегії, журнал «Наукові записки НаУКМА, Юридичні науки»
- Член редколегії, журнал «Вибори та Демократія»

### Публікації

#### Монографії
1. Громадянське суспільство та корупція в Україні, (головний редактор А.Мелешевич), Київ: Дух і літера, 2020, готується до друку.
2. Загальнотеоретичне правознавство, верховенство права та Україна, (головний редактор А.Мелешевич), Київ: Дух і літера, 2013.
3. Party systems in post-Soviet countries: a comparative study of political institutionalization in the Baltic States, Russia and Ukraine / Andrey A. Meleshevich. — New York: Palgrave, 2007. — 262 p.
4. Відгуки на книгу: Allan Sikk, Party Politics, 2010, 16 (4), 553—554; Minkel Solvak, Journal of Baltic Studies, 2008, 39 (1), 88-90.
5. Н. В. Анохина, Журнал Политекс: политическая экспертиза, 2008, 4, 267—277; Joseph W. Robbins, Europe-Asia Studies, 2008, 60 (9), 1639—1640.
6. Doctoral Programs in Europe and Ukraine (англійською мовою), co-edited with Volodymyr Morenets, Kyiv, Ukraine: University Publisher Pulsary, 2007
7. Докторські програми в Європі та Україні: матеріали міжнародної конференції «Впровадження принципів третього циклу вищої освіти Європейського простору в Україні» [Архівовано 1 травня 2015 у Wayback Machine.] / [наук. ред. і упоряд. В. Моренець ; редкол.: Квіт С., Моренець В.,Мелешевич А. та ін.]. — К. : [Пульсари], 2007. — 97 с.
8. Critical Issues for the United States (англійською мовою), co-edited with Peter Marsh et al., Нью Йорк McGraw-Hill, College Customs Series, Second Edition, 1997.
9. Critical Issues for the United States (англійською мовою), co-edited with Peter Marsh et al., Нью Йорк: McGraw-Hill, College Customs Series, First Edition, 1996.

#### Розділи у колективних монографіях[1]
1. «Вплив місцевих організацій громадянського суспільства на антикорупційні реформи в Україні» (з Оксаною Гус, Максом Бадером, Оксаною Нестеренко), — в «Громадянське суспільство та корупція в Україні» (за ред. А. Мелешевича), Київ: Дух і літера, 2020, готується до друку.
2. «Демократія та конституціоналізм», — в «Конституційному праві», Київ, ОБСЄ, 2020, готується до друку.
3. Пілотне рішення Європейського Суду з прав людини Іванов проти України як результат систематичних порушень принципів верховенства права// Загальнотеоретичне правознавство, верховенство права та Україна: збірник наукових статей до 75-річного ювілею доктора юридичних наук Козюбри Миколи Івановича / [упоряд. В. Ткаченко ; голов. ред. А. Мелешевич ; Нац. ун-т «Києво-Могилян. акад.», Ф-т правничих наук, Центр європ. гуманіт. дослідж.]. — К. : Дух і Літера, [2013]. — С. 442—454.
4. Вступ / Андрій Мелешевич, Анатолій Заєць // Загальнотеоретичне правознавство, верховенство права та Україна: збірник наукових статей до 75-річного ювілею доктора юридичних наук Козюбри Миколи Івановича / [упоряд. В. Ткаченко ; голов. ред. А. Мелешевич ; Нац. ун-т «Києво-Могилян. акад.», Ф-т правничих наук, Центр європ. гуманіт. дослідж.]. — К. : Дух і Літера, [2013]. — С. 7-13.
5. Проблеми інституціоналізації та перспективи розвитку партійної системи України // Партійна система сучасної України: еволюція, тенденції та перспективи розвитку: (матеріали міжнародної науково-практичної конференції). — К., 2012. — С. 46-64
6. «Implementation of the European Convention on Human Rights in Ukraine» (англійською мовою, у співавторстві), in The European Convention on Human Rights and Fundamental Freedoms in Central and Eastern Europe, Leonard Hammer and Frank Emmert (eds.), Utrecht, the Netherlands: Eleven International Publishing, 2012, 557—596.
7. «Державне замовлення в вишах України: дискримінація? Корупція? Недбалість?» [Архівовано 28 серпня 2021 у Wayback Machine.], в Час «дешевого клоуна». Українська освіта: випробування горе-реформами, Київ: НаУКМА, 2011, 78-92.
8. «Political Parties in Ukraine: Learning Democratic Accountability?» in Political Parties and Democracy, Volume 3: Post-Soviet and Asian Political Parties, Kay Lawson (ed.), Westport, CT: Greenwood/Praeger, 2010, 85-112.
9. "Ph.D. Program in Ukraine, " (англійською мовою, у співавторстві), in Doctoral Programs in Europe and Ukraine, Kyiv, Ukraine: University Publisher Pulsary, 2007, 66-69.
10. Програма PhD в Україні: проект TEMPUS / А. Мелешевич, Ян Піттер Миклебуст // Докторські програми в Європі та Україні: матеріали міжнародної конференції «Впровадження принципів третього циклу вищої освіти Європейського простору в Україні». — К. : Пульсари, 2007. — С. 67-70.

#### Вибрані статті[1]
- "Explaining Variation in Effectiveness of Anti-Corruption Activism in the Regions of Ukraine: The Role of Local Context, Political Will, Institutional and Structural Factors, " (with Oksana Hus, Max Bader, Oksana Nesterenko), Democratizatsiya, 2020, forthcoming.
- "Anti-Corruption Activism in the Regions of Ukraine: Pathways to Impact, " (with Max Bader, Oksana Hus, Oksana Nesterenko), Kyiv-Mohyla Law and Politics, 2019 (5), 1-35.
- "Cost of Parliamentary Politics in Ukraine, " Kyiv-Mohyla Law and Politics, 2016 (2), 147—170.
- «Bringing Human Rights Home: The Challenge of Enforcing Judicial Rulings in Ukraine and Russia» (with Carolyn Forstein), Indiana International and Comparative Law Review, 2014, 24 (2), 269—311.
- Rechtliche und politische Aspekte der vorgezogenen Präsidentschaftswahlen 2014 in der Ukraine (німецькою мовою), Ukraine-Analysen, 2014, 132, 2-6.
- UDAR — Charakterisierung einer neuen politischen Kraft (німецькою мовою, у співавторстві), Ukraine-Analysen, 2013, 117, 2-5.
- The Domestic Legal Structure and Position of the ECHR / Andrey Meleshevich, Anna Khvorostyankina // The European Convention on Human Rights and Fundamental Freedoms in Central and Eastern Europe / ed. by Leonard Hammer, Frank Emmert. — [The Netherlands: Eleven International Publishing, 2012]. — P. 557—596.
- «Ukraine's Political Parties before the Parliamentary Elections» (with Max Bader), Ukraine-Analysen (in German), 2012, 78, 2-6.
- Юристократія та захист соціально-економічних прав Конституційним Судом України / Мелешевич А. А., Лозовий І. В., Свідерська А. В. // Наукові записки НаУКМА. — 2010. — Т. 103 : Юридичні науки. — С. 12-20.
- Evolution, present state and future of political parties in Ukraine: expert opinions / [Ihor Kohut, Andriy Meleshevych, Oleksiy Haran et al.] ; Razumkov Centre // National Security and Defense. — 2010. — No. 5 (116). — P. 34-43
- Перспективи розвитку політичних партій в Україні / Андрій Мелешевич // Дзеркало тижня. — 2010. — 30 жовтня (№ 40). — С. 5
- "Ukraine's Orange Legacy Leaves a Bitter Taste, " Europe's World, 2010, 15 (Summer), 136—137.
- "Learning to Learn; Learning to Win: How to Succeed in the Simulated World of Model NATO, " (with Howard Tamashiro), PS: Political Science and Politics, 2008, 41 (October), 865—869.
- Верховенство права та судова практика Європейського Суду з прав людини стосовно України із забезпечення виконання судових рішень / Н. Л. Добрянська, А. А. Мелешевич // Наукові записки НаУКМА. — 2008. — Т. 77 : Юридичні науки. — С. 37-43.
- Ознаки консолідованої демократії / Андрій Мелешевич // Вибори та демократія. — 2007. — № 4. — C. 105—106
- «Modernizing Ph.D. Training in Ukraine» (with Jan Petter Myklebust), Forum (European Association for International Education), 2007 (Winter), 18-19.
- The Double Ballot Majority Electoral Model and Party System Formation: a case Study of the 1993 Law on Elections of People's Deputies of Ukraine / A. Meleshevych // Наукові записки НаУКМА: Юридичні науки. — 2006. — Т. 53. — С. 8-12.
- Підходи до визначення поняття верховенства права: в пошуках консенсусу? / А. Мелешевич, Т. Яремко // Українське право. — 2006. — № 1. — С. 221—231.
- Партії влади та партійні системи в пострадянських країнах / Андрій Мелешевич // Вибори та демократія. — 2006. — № 1. — C. 72-80
- "Geographical Patterns of Party Support in the Baltic States, Russia, and Ukraine, " European Urban and Regional Studies, 2006, 13 (2), 113—129.
- "Professional Ethics, « Ukrainian Lawyer (in Ukrainian), 2005, 10 (34).
- Soviet States Lack a Legal Culture» [Архівовано 27 травня 2015 у Wayback Machine.], New York Times, January 22, 1997.
- Critical Issues for the United States, co-edited with Peter Marsh et al., NY: McGraw-Hill, College Customs Series, First Edition, 199; Second Edition, 1997.

## Участь у професійних спілках, експертних радах
- Американська Асоціація з Політичних Студій (American Political Science Association)
- Transparency International-Ukraine, Рада директорів (з 2011)
- Інститут Медіа Права (Україна), Рада директорів (з 2012)
- Міжнародний фонд «Відродження», Програма з освіти (2013—2014)
- Міжнародний фонд «Відродження», Програма з верховенства права (з 2014)
- 2015 — 2021 р. — член Комітету з державних премій у галузі науки і техніки.
- 2015 — 2019 — член Конституційної комісії України.
- 2015 — 2019 — член Національної ради з питань антикорупційної політики України.

## Почесні відзнаки[1]
- Заслужений юрист України, 2015.
- Почесна Грамота Міністерства освіти та науки України та Комітету з освіти та науки Верховної Ради України як співавтору Закону України «Про вищу освіту», 2014.
- Відзнака Київської Міської Державної Адміністрації, Київ, 2013.
- Choice Outstanding Academic Title Award, 2011 за книгу Political Parties and Democracy, Kay Lawson (ed.), Westport, CT: Greenwood/Praeger, 2010.
- Засновник Центру досконалості з Європейських студій ім. Жана Моне (Європейська Комісія), Національний університет «Києво-Могилянська Академія», 2011—2014.
- Медаль Св. Петра Могили, Національний університет «Києво-Могилянська Академія», 2010.
- Приз Петра Могили за найкращу публікацію в галузі соціальних наук, Національний університет «Києво-Могилянська Академія», 2008.
- Грамота Міністра освіти та науки України, 2007.
- Почесна нагорода Тобурн фундації за інноваційне та відмінне викладання, Allegheny College, 2003.
- Почесна нагорода від студентів за відмінне викладання, Allegheny College, 2001.
- Докторська дисертація була висунута на здобуття призу Габріела Альмонда Американської політологічної асоціації за найкращу дисертацію в галузі порівняльної політики, 1999.
- Law and Society Association Fellowship, Summer Institute «Democracy and Democratization» for junior faculty and advanced graduate students, University of California, Berkeley, August 1996.
- Rotary International, Gift-of-Life Project, Humanitarian Recognition Award for «Service Above Self», 1994.